# Invencible (álbum de Tito el Bambino)
Invencible (también conocido como El Patrón: Invencible) es el cuarto álbum de estudio del cantante Tito el Bambino. Publicado el 8 de febrero de 2011 por Siente Music. Fue producido por Nérol el Rey de la Melodía y Tito El Bambino. Trabajaron como arreglistas musicales, Sosa El Capitán y Luis Berríos Nieves (Nérol El Rey de la Melodía). Muchos fanes consideran este álbum la segunda parte de su álbum anterior.

## Lista de canciones

### Edición estándar
| N.º | Título                                                               | Duración |  |
| 1.  | «Llueve El Amor»                                                     | 3:53     |  |
| 2.  | «Llama El Sol»                                                       | 3:24     |  |
| 3.  | «Barquito»                                                           | 3:39     |  |
| 4.  | «Máquina del Tiempo» (con Wisin & Yandel)                            | 3:52     |  |
| 5.  | «Eramos Niños» (con Gilberto Santa Rosa & Hector "El Torito" Acosta) | 4:20     |  |
| 6.  | «Chequea Como Se Siente» (con Daddy Yankee)                          | 3:28     |  |
| 7.  | «Basta Ya»                                                           | 4:01     |  |
| 8.  | «Quiero Besarte» (con J-King & Maximan)                              | 3:07     |  |
| 9.  | «Ella Es Libre»                                                      | 4:10     |  |
| 10. | «Dime Cómo Te Va» (con Emmanuel El Bambi)                            | 3:09     |  |
| 11. | «Basta Ya» (Pop Versión) (con Noel Schajris)                         | 3:26     |  |
| 12. | «Apaga La Luz»                                                       | 4:07     |  |
| 13. | «Candela»                                                            | 3:26     |  |
| 14. | «Llueve El Amor» (Banda Versión) (con Banda El Recodo)               | 3:53     |  |

### Invencible 2012:Deluxe Edition
Publicado el 21 de noviembre de 2011, incluye cinco canciones nuevas, con colaboraciones de Julio Voltio, Ñengo Flow y Farruko.
1. Me Toca Celebrar - 3:12
2. Quiere Que le Muestre (con Voltio & Ñengo Flow) - 3:48
3. Me Voy de la Casa - 3:36
4. No está en Na' (con Farruko) - 3:07
5. Apaga la Luz - 4:07
6. Olvídate de Mi - 4:09
7. Llueve el Amor - 3:53
8. Llama al Sol - 3:24
9. Barquito - 3:39
10. Máquina del Tiempo (con Wisin & Yandel) - 3:52
11. Éramos Niños (con Gilberto Santa Rosa & Héctor Acosta "El Torito") - 4:20
12. Chequea Como Se Siente (con Daddy Yankee) - 3:28
13. Basta ya - 4:03
14. Quiero Besarte (con J-King & Maximan) - 3:07
15. Ella es Libre - 4:10
16. Dime Cómo Te Va - 3:12
17. Basta Ya (Versión Pop) (con Noel Schajris) - 3:26
18. Candela - 3:26
19. Llueve el Amor (Versión Banda) (con Banda El Recodo) - 3:53

## Posicionamiento
| Listas (2011)                | Posición máxima |
| ---------------------------- | --------------- |
| Billboard 200                | 95              |
| Top Latin Albums (Billboard) | 4               |
| Top Rap Albums (Billboard)   | 8               |